# Педро де Алькантара Тельес-Хирон-и-Пачеко, 9-й герцог Осуна
Педро де Алькантара Тельес-Хирон-и-Пачеко, 9-й герцог Осуна (исп. Pedro de Alcántara Téllez Girón y Pacheco; 8 августа 1755, Мадрид — 7 января 1807, Мадрид) — испанский аристократ, военный и дипломат.
Он носил титулы 9-го герцога Осуна, 10-го маркиза Пеньяфьель и 13-го графа Уреньи. Гранд Испании 1-го класса. Он также был сеньором городов Морон-де-ла-Фронтера, Арчидона, Арааль, Ольвера, Ортехикар, Касалья-де-ла-Сьерра, Тьедра, Гумьель-де-Исан и Брионес. По браку он также был графом-герцогом Бенавенте, герцогом Бехаром, Гандией и Аркосом, принцем Эскилаче и Англона.

## Биография

### Происхождение
Потомок одного из самых важных дворянских родов в Испании со времен Энрике IV Кастильского. Второй Педро Сойло Тельеса Хирона и Гусмана (1728—1787), 8-го герцога Осуна (1733—1787), и Марии Висенты Пачеко и Тельес-Хирон, дочери герцога Уседа и графа Пуэбла-де-Монтальбан. Как и большинство его предков, он начал военную карьеру, в данном случае в Королевском испанском гвардейском полку. Смерть его старшего брата Хосе Марии (1754—1771) 15 октября 1771 года сделала его новым маркизом Пеньяфьель, таким образом, наследником герцогства Осуна.
Будучи наследником герцогства, его брак с Марией Хосефой Пиментель (1752—1834), единственной наследницей графов-герцогов Бенавенте и всех связанных титулов, был согласован. Это означало союз двух самых важных семей испанской аристократии. В браке родилось девять детей, из которых выжило только пятеро. Они основали свою первую резиденцию в семейном дворце на улице Леганитос, хотя в 1781 году они переехали во дворец Бенавенте на Куэста-де-ла-Вега, очень близко к Королевскому дворцу. В 1783 году они приобрели Ла-Аламеду на окраине Мадрида, где создали неоклассическую атмосферу как место встречи интеллектуалов и влиятельных столичных деятелей.

### Англо-испанская война (1779—1783
В 1779 году он стал полковником Американского пехотного полка. С этой степенью и назначением он участвовал в осаде Гибралтара (1779—1783). Оттуда он перешел к захвату Менорки (1782 г.), находившейся под британским правлением с 1708 года. Он особенно отличился в завоевании порта и форта Форнеллс, что принесло ему повышение до бригадного генерала.
Находясь на Менорке, он узнал о смерти своего четырехлетнего сына Педро. Его жена отправилась на Менорку в июле 1782 года, чтобы встретиться с ним. Закончив поход на Менорку, его полк вернулся в Барселону. Семья поселилась в Матаро, где прожила два года и родила девочку. Находясь в каталонском городе, его отец умер 1 апреля 1787 года, оставив в силе наследство герцогства Осуна и других связанных титулов, всех поместий и доходов, а также почести главного камареро, нотариуса и главного судьи Кастилии, алькайда Севильи, алькаида королевской крепости Сориа и регидора города Линарес.
С вступлением на престол короля Карлоса IV в 1788 году Педро де Алькантара был назначен фельдмаршалом, получив чин, которую его отец занимал в качестве полковника и генерального директора Королевской испанской гвардии. В 1791 году произведен в генерал-лейтенанты.

### Конвенционная война
Его участие в войне было актуальным, даже оплатив за свой счет формирование нескольких рот егерей. Он начал свое участие по приказу генерала Антонио Рикардоса на границе с Руссильоном. Отличился в битве при Мас Деу (20 мая 1793 года), за что получил особую благодарность от короля. Однако кажется, что его плохие отношения с госсекретарем Мануэлем Годоем сыграли свою роль в том, что он не получил звание капитан-генерала, что было странно для человека его статуса. Представляется, что их разногласия связаны с реформой Королевской гвардии, директором которой был Осуна, и Корпусной гвардии, к которой принадлежал Мануэль Годой.
После провала осады, установленной во время битвы при Перпиньяне (17 июля 1793 года), некоторые голоса обвиняли в поражении герцога. Его обвинили в зависти к генералу Рикардосу за то, что он раньше него получил командование армией Каталонии. Современная историография лучше поняла, что поражение произошло больше из-за отсутствия координации между испанскими генералами. Это, кажется, подтверждается соответствующей ролью Осуны в битве при Труильясе (22 сентября 1793 г.).
В феврале 1794 года его перевели на Западный фронт, где ему пришлось столкнуться с французским контрнаступлением дивизионного генерала Бон-Адриена Монсея. Во время этой кампании ему приходилось постоянно сражаться в обороне против превосходства французов. По приказу вице-короля Наварры, графа Коломеры, они сосредоточили свои усилия на защите столицы Наварры, Памплоны. Будучи этой приоритетной целью французского вторжения, испанские войска добились в этом случае важного успеха, вынудив французов отступить к Гипускоа. 9 февраля 1795 года он отправился в Мадрид потребовать от правительства большей поддержки и поддержки, что уже привело к отставке в июле 1794 года генерала Вентуры Каро. Этот факт только еще больше осложнил его отношения с Мануэлем Годоем.

### Дипломат
Одним из последствий Базельского мира (1795) стало подписание Сан-Ильдефонского договора (1796), установившего союз Испании с Французской Директорией. Плохие отношения между герцогом Осуной и правительством Мануэля Годоя заставили последнее дистанцировать его от двора, назначив его в конце 1798 года послом Испании в Священной Римской империи в Вене вместо Мануэля Негрете де ла Торре, графа Кампо де Аланже.
Семья Осуна поселилась в январе 1799 года в Париже, ожидая одобрения австрийского правительства на их назначение. Несмотря на то, что он поселился во дворце герцога Инфантадо в Париже, месяцы ожидания во французской столице повлекли за собой огромные расходы, учитывая его аристократический образ жизни. В течение 1799 года они испытывали финансовые трудности, и герцогу пришлось влезть в долги, чтобы заплатить за свою жизнь там. Среди этих трудностей герцог страдал от серьезного заболевания печени, которое сопровождало его до конца жизни. Наконец, правительство Вены отказало ему в разрешении, так как формирование Второй коалиции 29 ноября 1798 года против Французской республики сделал Испанию и Австрию врагами, и австрийское правительство опасалось, что герцог может действовать как шпион.
Посол Испании в Париже Хосе Николас де Азара выступил посредником с испанским правительством, чтобы ему было предоставлено новое назначение. В июне 1799 назначен инспектором для донесения о передвижениях французской армии на Рейне. Герцог Осуна счел это назначение неподходящим для человека его ранга и указал на свою болезнь как на причину, по которой он не выполнял его. В конце того же года он получил разрешение вернуться в Мадрид. Он не был повторно назначен на какую-либо другую государственную должность. Он умер в Мадриде 7 января 1807 года. Его вдова возглавляла герцогский дом до 1834 года, титул унаследовал его старший сын Франсиско де Борха Тельес-Хирон-и-Пиментель (1785—1820).

### Меценатство
Герцог Осуна принадлежал к типу знати с сильным влиянием Эпохи Просвещения, благодаря чему он стал покровителем многих писателей, музыкантов и художников. Он был одним из основателей Экономического общества друзей страны Real Matritense (1775 г.), президентом которого он стал, а также общества Осуна (Севилья). Через эти учреждения он направил большую часть экономической помощи, которую он предоставил для исследований и улучшения экономики, особенно в области сельского хозяйства и образования. Он был почетным членом Королевской испанской академии с 1787 года, и как номер с 1790 года, занимая стул Letter T. В 1792 году он также поступил в Королевскую академию изящных искусств Сан-Фернандо в качестве почетного члена.
Герцог и герцогиня Осуна познакомились с Франсиско де Гойей в 1785 году, когда они заказали ему два индивидуальных портрета. Гойя уже пользовался покровительством важных покровителей, таких как Антон Рафаэль Менгс и Гаспар Мельчор де Ховельянос. Однако полнота его творчества была достигнута под покровительством Осуны, оплачивавшей многочисленные картины не только для себя, но и для друзей и даже для королевской семьи.
Библиотека герцогского дома Осуна состояла из множества томов, унаследованных с пятнадцатого века от всех их предков. Пара расширила свое библиофильское увлечение во время своего пребывания в Париже. С книгами, которые они там приобретают, они составляют самую полную библиотеку, существовавшую в Испании того времени. Они установили его в своем дворце на улице Леганитос и решили открыть для публики. Он состоял из книг всех видов, в том числе многих из тех, которые якобы были запрещены в Испании. На момент смерти герцогини в 1834 году насчитывалось 60 000 томов.

## Потомство
- Хосе Мария Тельес-Хирон-и-Альфонсо-Пиментель (1775—1775), граф де Майорга и маркиз де Ломбай
- Рамон Хосе Тельес-Хирон-и-Альфонсо-Пиментель (1777—1777), граф Майорга и маркиз де Ломбай
- Педро де Алькантара Тельес-Хирон-и-Альфонсо-Пиментель (1778—1782), граф Майорга-и-Белалькасар и маркиз де Ломбай.
- Микаэла Мария дель Пилар Тельес-Хирон и Альфонсо-Пиментель (1779—1780)
- Хосефа Мануэла Тельес-Хирон (1783—1817), маркиза Камараса и Марчини
- Хоакина Тельес-Хирон-и-Пиментель (1784—1851), графиня Осило
- Франсиско де Борха Тельес-Хирон-и-Пиментель (1785—1820), 10-й герцог Осуна
- Педро де Алькантара Тельес-Хирон-и-Пиментель (1786—1851), принц Англона и маркиз Хавалькинто
- Мануэла Тельес-Хирон-и-Пиментель (1794—1838), герцогиня Абрантес и графиня Когинас.

## Награды
- Кавалер большого креста королевского достопочтенного ордена Карлоса III (Испания), 1789 год
- Кавалер Почетного ордена Золотого руна (Испания), 1795 год.

## Портреты Франсиско де Гойи

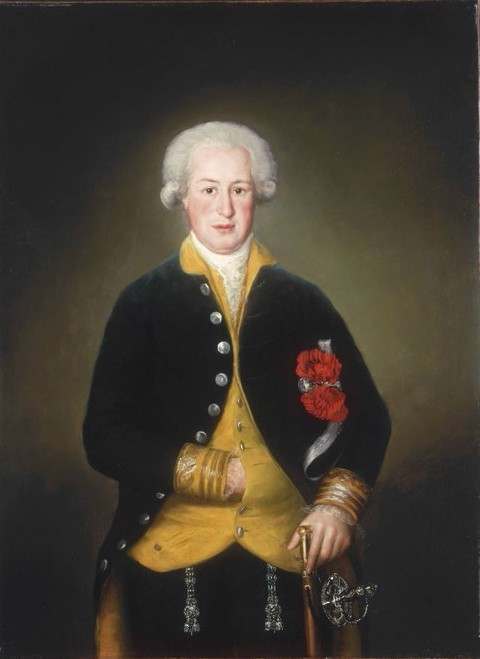
9-й герцог Осуна (1785)
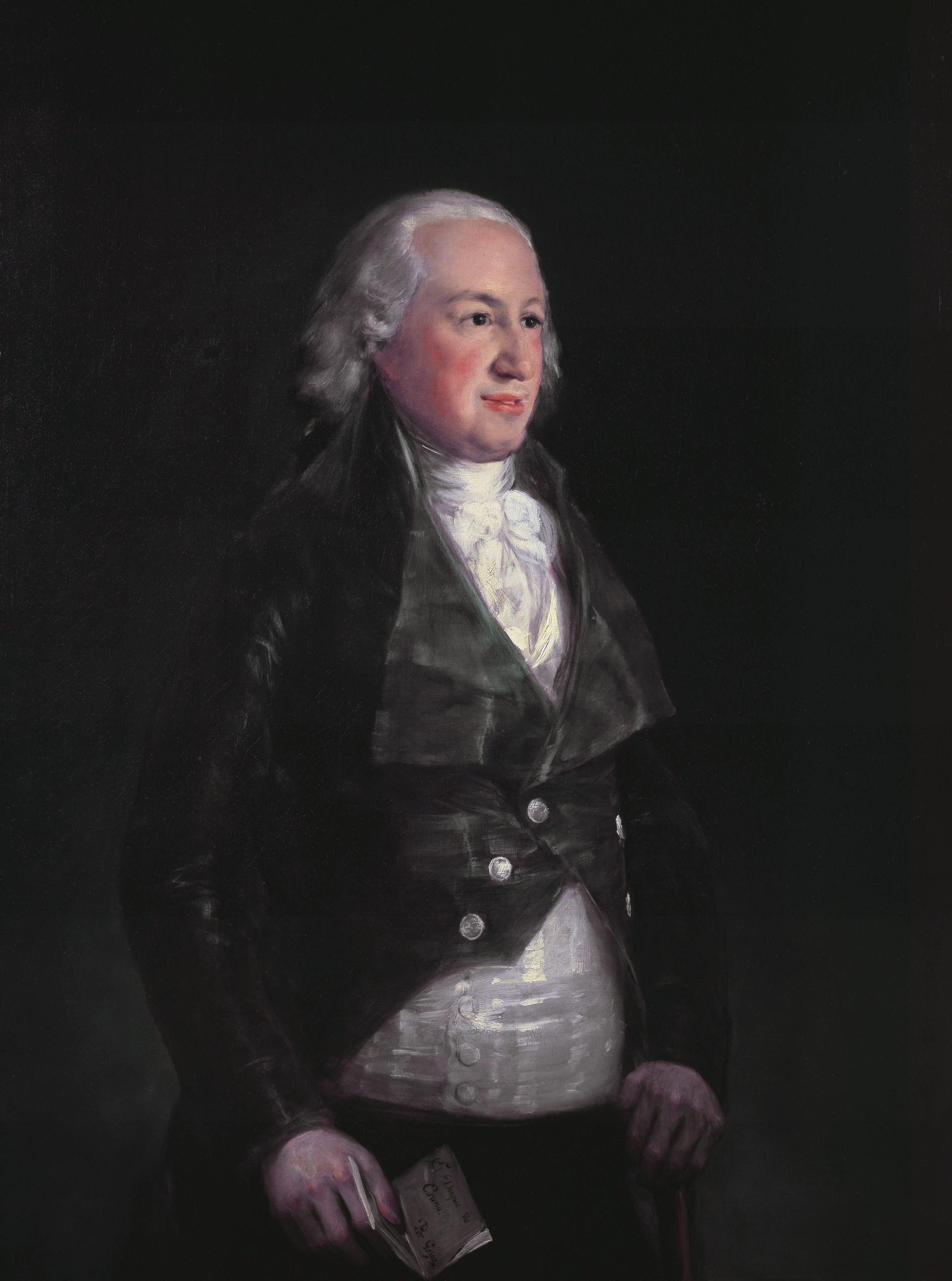
9-й герцог Осуна (1785)
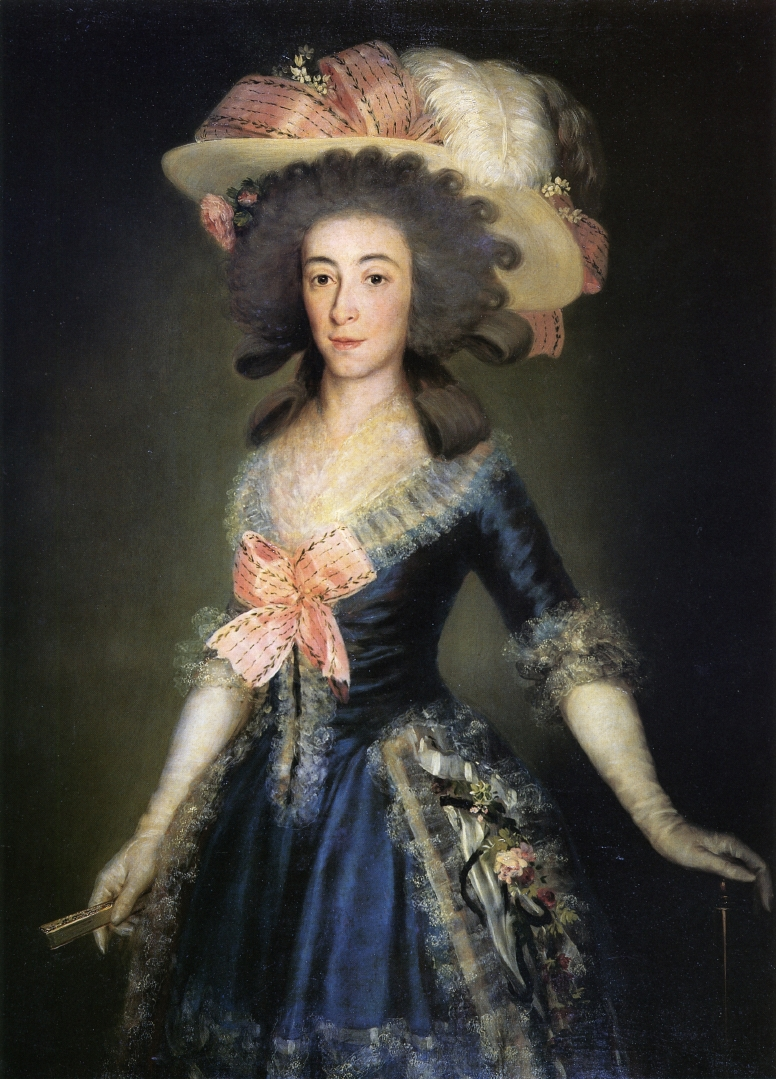
Герцогиня Осуна (1785)
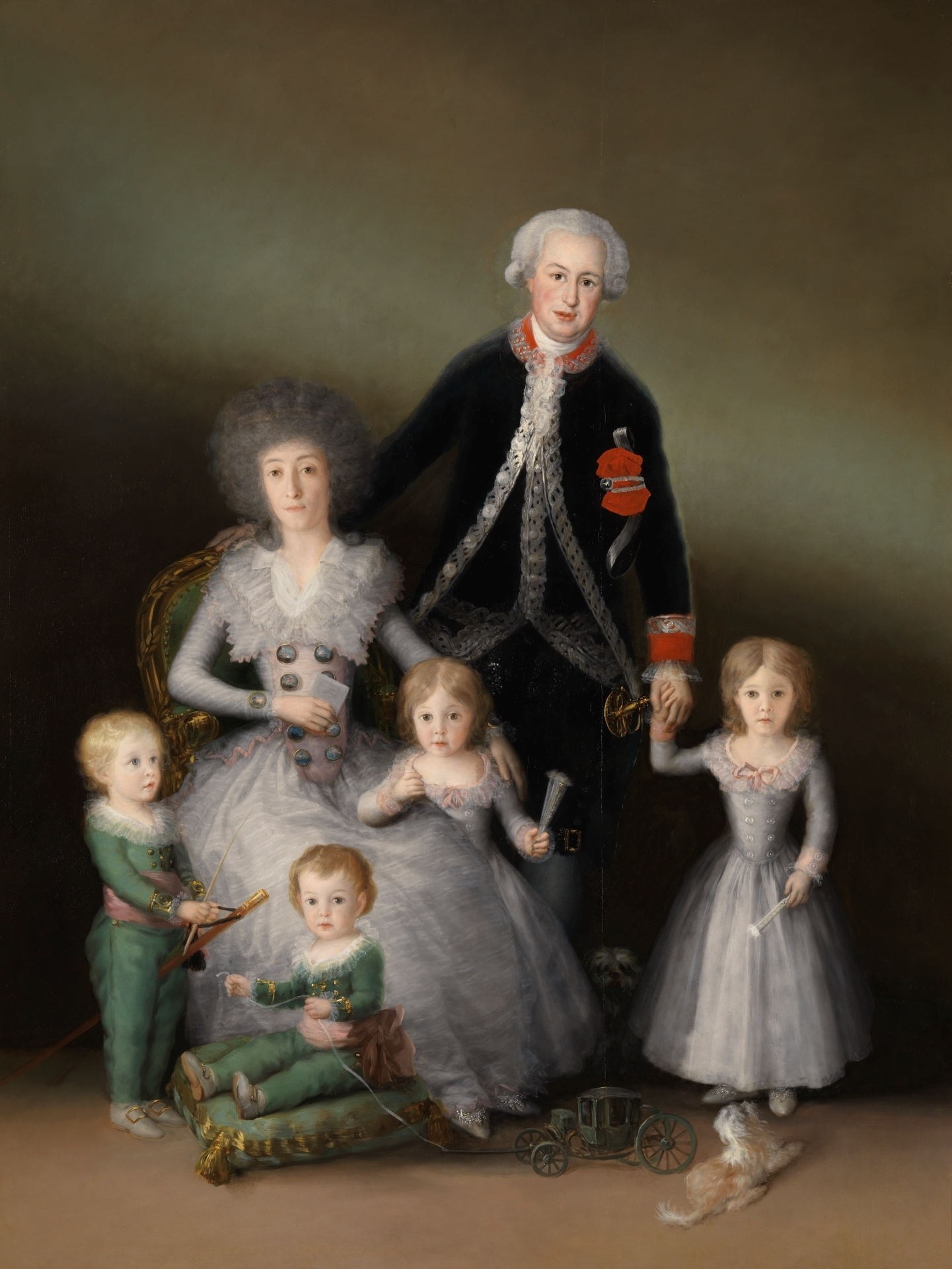
9-й героцг Осуна и его молодая семья (1788)
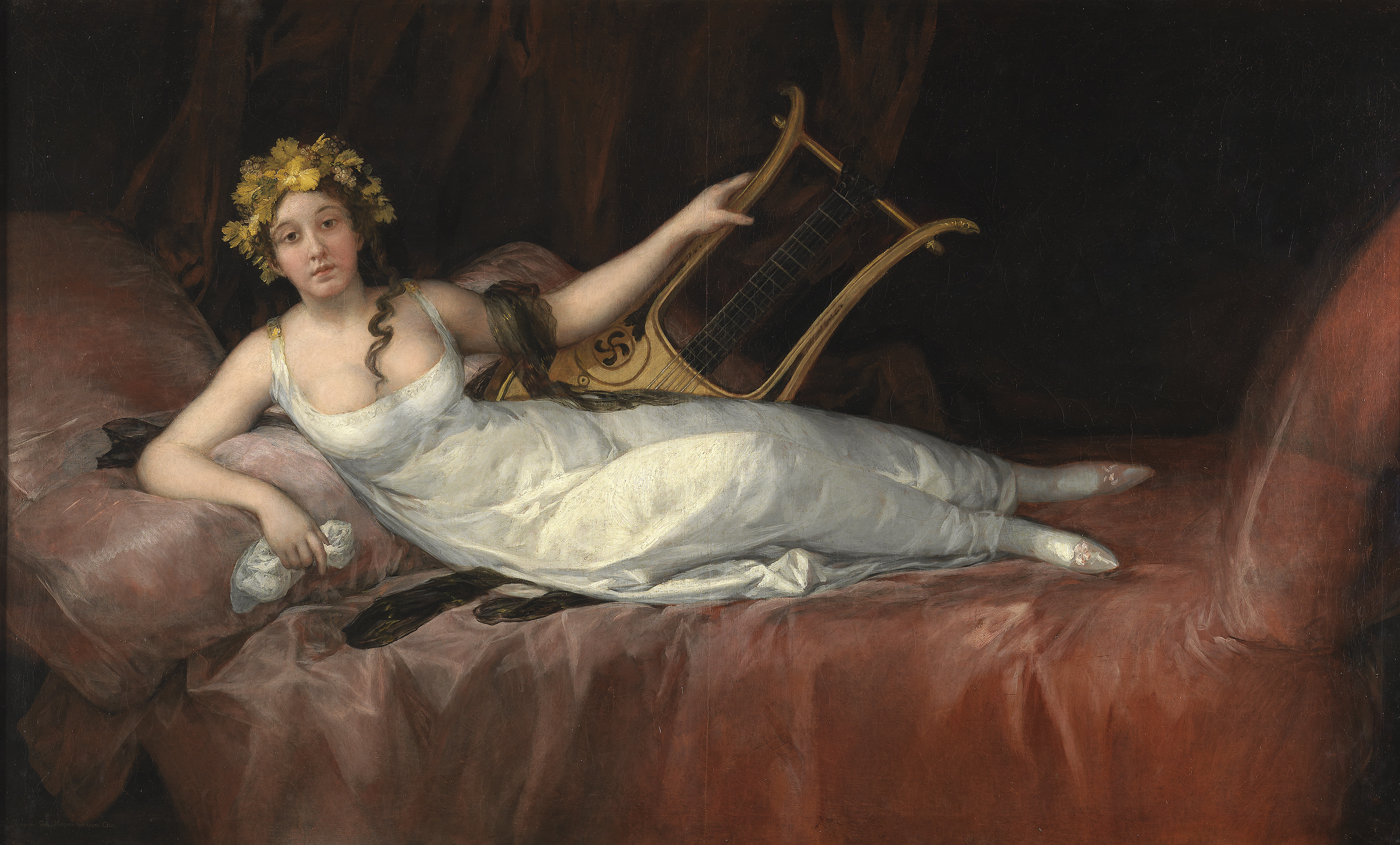
Маркиза Санта-Крус (1805)
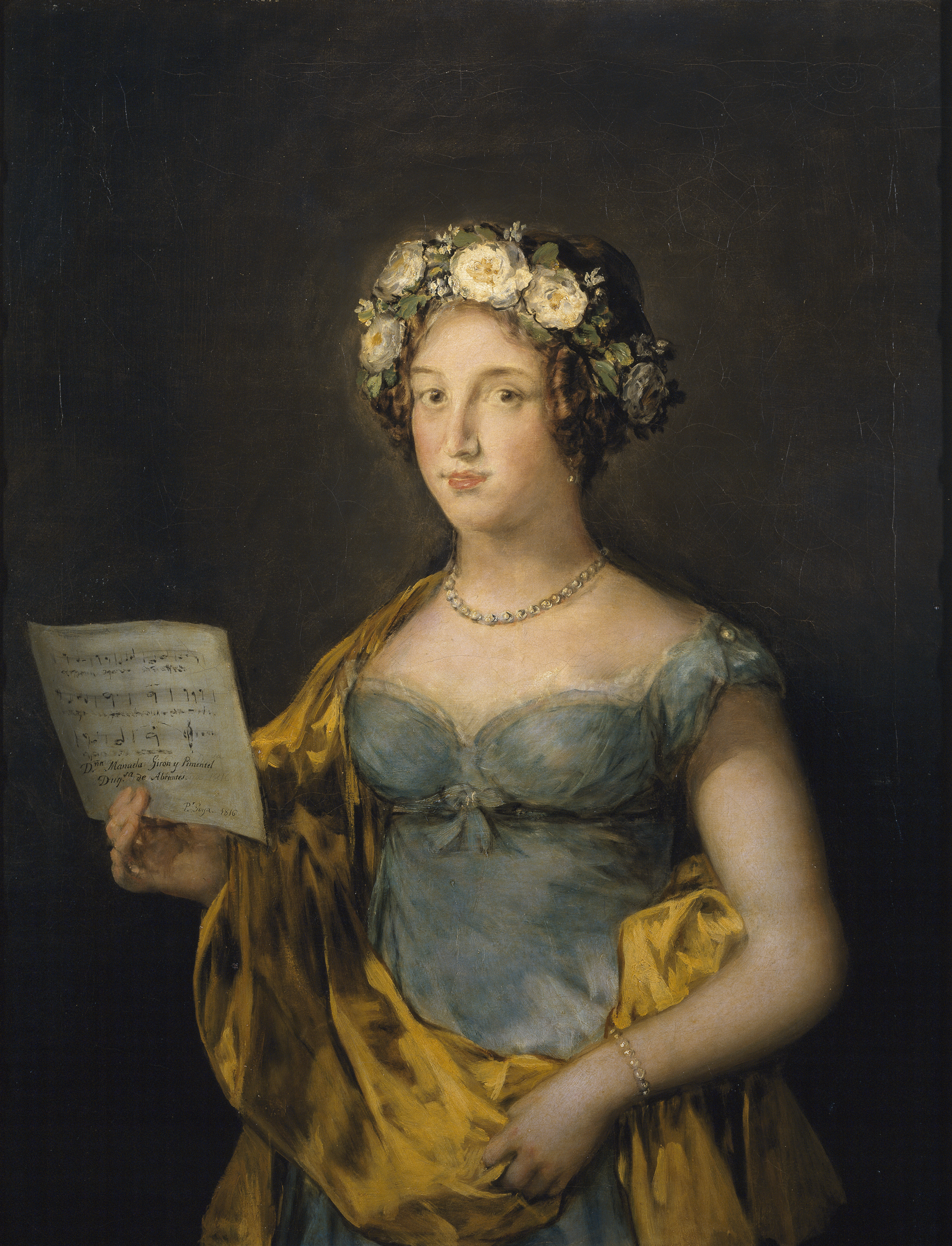
Герцогиня Абрантес (1816)
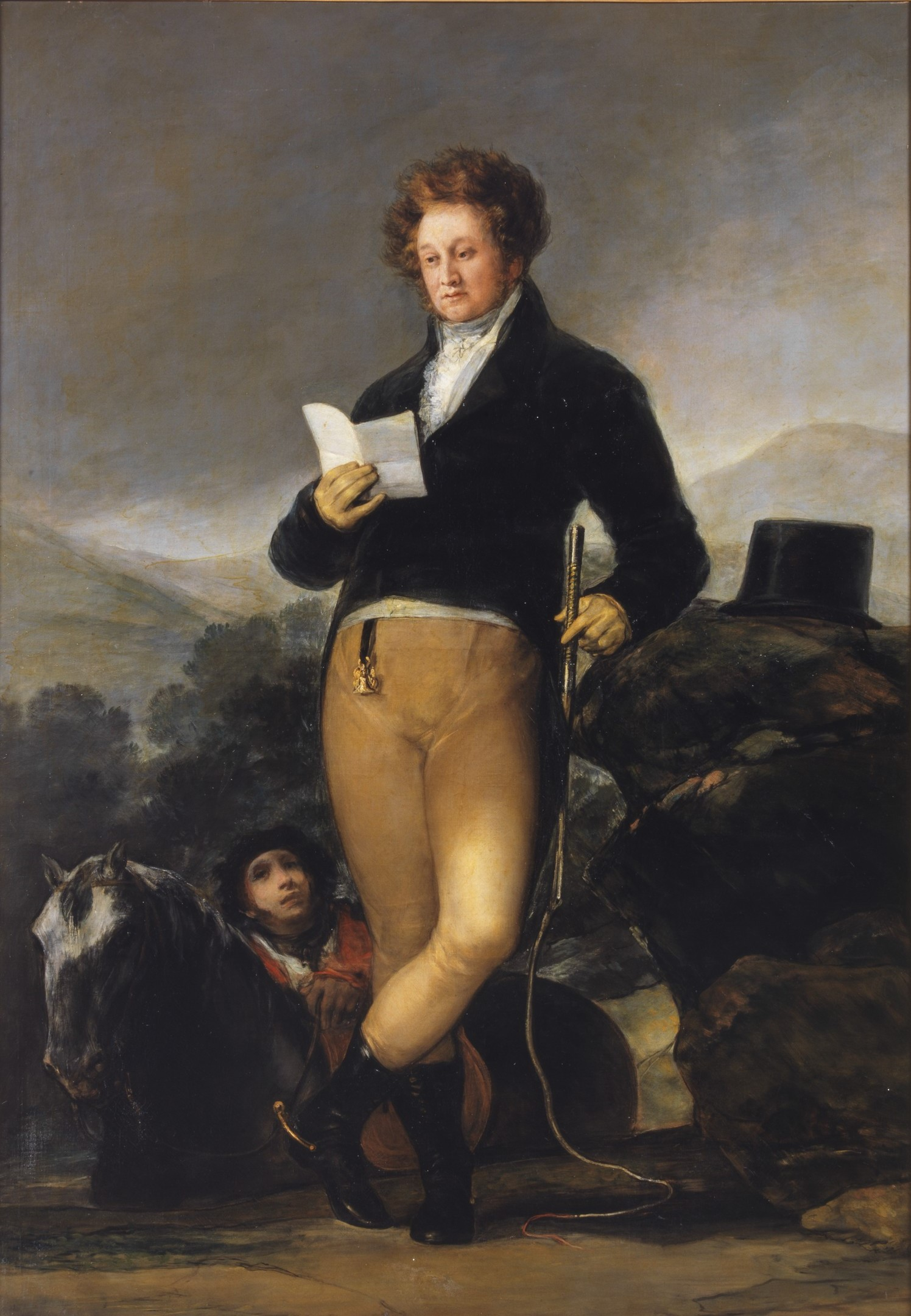
10-й герцог Осуна (1816)